# Karkenia
Karkenia ist ein ausgestorbener Verwandter des Ginkgo und die einzige Gattung der Familie Karkeniaceae.

## Merkmale
Von den anderen Vertretern der Ginkgoales unterscheidet sich die Gattung durch folgende Merkmale: Die samenbildenden Organe bestehen aus einem Stiel, an dem in spiraliger Anordnung bis zu 100 kleine, anatrope, aber gebogene Samenanlagen sitzen. Der Nucellus ist überwiegend frei. Bei der Typusart, Karkenia incurva, ist jede Samenanlage rund 3 mm lang und sitzt mit einem schlanken Stiel an der Achse. Die größten Samen-Organe bildet Karkenia cylindrica aus dem Iran: die Achsen sind bis 12 cm lang, die Samenanlagen bilden eine Art Zapfen.
Bei den Blättern kann ein eigener Blattstiel ausgeprägt sein oder fehlen. Die Blätter gehören zum Typ Ginkgoites, Sphenobaiera und Erethmophyllum: Bei Karkenia incurva wurden Blätter vom Typ Ginkgoites tigrensis gefunden. Karkenia hauptmannii aus Deutschland ist mit Kurzsprossen verbunden, die Blätter vom Typ Sphenobaiera spectabilis tragen. Die Pollenkörner sind monocolpat (haben eine Keimpore) und gehören zum Typ  Ginkgoitocladus (Entylissa) und wurden in den Samen-Organen gefunden.

## Verbreitung
Die Gattung Karkenia kommt vom Hettangium (Unterjura) bis zum Aptium (Unterkreide) vor. Fundorte gibt es in Argentinien, Cina, Deutschland, Iran, Mongolei und Russland.

## Belege
- Zhi-Yan Zhou: An overview of fossil Ginkgoales. Palaeoworld, Band 18, 2009, S. 1–22, doi:10.1016/j.palwor.2009.01.001.
- Thomas N. Taylor, Edith L. Taylor, Michael Krings: Paleobotany. The Biology and Evolution of Fossil Plants. Second Edition, Academic Press 2009, ISBN 978-0-12-373972-8. S. 752f.